# Joseph Kopacz
Joseph Richard Kopacz (ur. 16 września 1950 w Dunmore) – amerykański duchowny katolicki, biskup diecezjalny Jackson od 2014.

## Życiorys
Kształcił się w seminariach duchownych w Dalton i East Aurora. Święcenia kapłańskie otrzymał 7 maja 1977 z rąk bp. J. Carrolla McCormicka i został inkardynowany do diecezji Scranton. Od roku 1998 pracował w kurii diecezjalnej jako wikariusz ds. duchowieństwa, a także odpowiadał za formację kleryków w seminarium w Dalton. Jednocześnie pełnił dotychczasowe obowiązki duszpasterskie. W latach 2005–2009 wikariusz generalny diecezji. Od 2010 roku był proboszczem parafii Trójcy Świętej w Mount Pocono.
12 grudnia 2013 papież Franciszek mianował do biskupem ordynariuszem diecezji Jackson. Sakry udzielił mu metropolita Mobile Thomas Rodi.